# Croca
Croca es una freguesia portuguesa del concelho de Penafiel, con 6,09 km² de superficie y 1.764 habitantes (2001). Su densidad de población es de 289,7 hab/km².